# زيادة بعض حروف الجر
لحروف الجر معانٍ، فمنها ما يُفيد الابتداء ومنها ما يفيد السببية؛ إلا أن بعضها لا يُفيد شيئًا، ولكن يُزاد، وهذا يُسمى حرف جر زائدًا.

## القاعدة
- تنقسمُ حروفُ الجرِّ إلى ثلاثة أقسام:

1. أصلي وهو ما يفيدُ معنًى، ولا يمكنُ حذفُه من الكلام. (مِن، إلى، عن، على، في، الباء، اللام، الكاف، حتى، حرفا القسم الواو والتاء، مذ ومنذ).
2. زائد وهو لا يفيدُ معنًى، وحذفُه من الكلام لا يضرُّ به (مِن، الباء).
3. شبه زائد: شبه زائد. (رُبَّ، وواوها)[1]

- يشترط لزيادة (مِنْ) ثلاثة شروط:

1. أن يتقدمها نفي أو نهي أو استفهام.
2. أن يكون مجرورها اسمًا نكرة.
3. أن يكون مجرورها إما فاعلا أو نائب فاعل، أو مفعولا به، أو مبتدأ.

- تُزاد (الباء) في الإثبات والنفي، في المواضع الآتية

1. في خبر (ليس) و(ما).
2. في فاعل (كفى).
3. في فاعل (أفْعِلْ) في التعجب.
4. في المفعول به.

- أما (رُبّ) فيبقى معناها، الذي تفيده، ويعرب مجرورها غالبًا  مبتدأ بضمة مقدرة لاشتغال المحل بحركة حرف الجر الشبيه بالزائد.[2]

## أمثلة

### المجموعة أ
1. حضرَ المسافرُ مِنَ المدينةِ.
2. يَنَالُ المجتهدُ نَصِيبَهُ بِتَوْفيقِ اللهِ.

(مِنْْ) في المثال الأول أفادت الابتداء، و(الباء) في المثال الثاني أفادت السببية، وكلا الحرفين قد جرَّ الاسم الواقعَ بعده. لاحظ أن هذه الحروف لا يمكن الاستغناءُ عنها إعرابًا ولفظًا؛ لأن المعنى يتوقف عليها، وحذفها من الكلام يخلُّ به؛ ولهذا فهي حروفُ جرٍّ أصليَّة.

### المجموعة ب
1. ﴿مَا جَآءَنَا مِن بَشِيرٍ وَلاَ نَذِيرٍ﴾
2. ما عُوقِبَ منْ أحدٍ.
3. ﴿هَلْ تُحِسُّ مِنْهُم مِّنْ أَحَدٍ﴾
4. ﴿هَلْ مِنْ خَالِقٍ غَيْرُ الله﴾

هنا تجد جملًا مسبوقة بنفي أو شبهه (نهي أو استفهام)، وفي هذه الجمل أسماء نكرات مجرورة بالحرف (مِنْ)؛ احذف الحرف (مِنْ) وانطق الجمل بدونه تجد أن المعنى لا يتغير. وهذا يدل على أن حرف الجر (مِنْ) زائد، وأن حذفه من الكلام لا يضر به. وإنما زيادته للتأكيد. فـ(مِنْ) في جميع الأمثلة حرف جر زائد للتأكيد. (ويشير) في المثال الأول اسم مجرور بـ(مِنْ) لفظًا مرفوع محلًّا على أنه فاعل. (وأحد) في المثال الثاني، اسم مجرور بـ(مِنْ) لفظًا مرفوع محلًّا على أنه نائب فاعل.و(أحد) في المثال الثالث، اسم مجرور بـ(مِنْ) لفظًا منصوب محلاًّ على أنه مفعول به. و(خالق) في المثال الرابع، اسم مجرور بـ(مِنْ) لفظًا مرفوع محلًّا على أنه مبتدأ. ومن هنا نستنتج أن (مِنْ)، تُزاد إذا كان مجرورها فاعلاً، أو نائب فاعل، أو مفعول به، أو مبتدأ، بشرط أن تُسبق بنفي أو نهي أو استفهام، وأن يكون مجرورها نكرة.

### المجموعة ج
1. ﴿أَلَيْسَ اللَّهُ بِأَحْكَمِ الْحَاكِمِينَ﴾
2. ﴿وَمَا رَبُّكَ بِظَلَّامٍ لِّلْعَبِيدِ﴾
3. ﴿قُلْ كَفَىٰ بِٱللَّهِ بَيْنِى وَبَيْنَكُمْ شَهِيدًا﴾
4. ﴿أَسْمِعْ بِهِمْ وَأَبْصِرْ﴾
5. ﴿وَهُزِّي إِلَيْكِ بِجِذْعِ النَّخْلَةِ﴾

وهنا تجد حرف الجر (الباء) قد زيد في الإثبات والنفي، وأن زيادته جاءت في خبر (ليس)، كما في المثال الأول، وفي خبر (ما) النافية، كما في المثال الثاني، وفي فاعل (كفى)، كما في المثال الثالث، وفي فاعل (أفعِل) في التعجب، كما في المثال الرابع، وفي المفعول كما في المثال الخامس. ومن هنا نستنتج أن (الباء) تُزاد في خبر (ليس) و(ما)، وفي فاعل (كفى) وفي فاعل صيغة التعجب (أَفْعِل بـ)، وفي المفعول به، وأنها تزاد في النفي والإثبات.

### المجموعة د
1. رُبَّ كاسيةٍ في الدنيا عاريةٌ يومَ القيامةِ.
2. رُبَّ طاعمٍ شاكرٍ أعظمُ أجرًا مِنْ صائمٍ قائمٍ.

3. 
وأخيرًا، تأمل أمثلة المجموعة (د)، تجد حرف الجر (رُبَّ) وواوه في (وليل)، قد دلَّوا على التكثير أو التقليل، ويجوز حذفه فلا يختلُّ التركيب، إلا أن معنى التكثير أو التقليل متوقِّف على ذكر هذا الحرف، فلو حذفت (رُبَّ) لضاع هذا المعنى، ولذا يسميه النحويون حرف جر شبيهًا بالزائد. وتجر رُبَّ ما بعدها لفظًا وُيعربُ مح حسب موقعه من الجملة، والغالب أن يعرب مبتدأ.